# Armorial des familles d'Anjou
L'Armorial des familles d'Anjou présente les armoiries des familles nobles et notables originaires d'Anjou, ou qui ont possédé des fiefs en cette province sous l'Ancien Régime.

## Les familles comtales et ducales
| Blason | |
| ------ | --- |
|        | Maison Plantagenêt XIIe siècle De gueules à trois léopards d'or, l'un sur l'autre., Alias les léopards lampassés d'azur.,                          |
|        | Capétiens XIIIe siècle D'azur semé de fleurs de lys d'or (France), brisé d'un lambel (à l'antique) de trois pendants de gueules brochant en chef., |
|        | Maison de Valois XIVe siècle D'azur semé de fleurs de lys d'or ; à la bordure de gueules.,                                                         |
|        | Maison de Bourbon XVIIIe siècle D'azur à trois fleurs de lys d'or ; à la bordure de gueules.                                                       |

## Les familles angevines
- Haut – A
- B
- C
- D
- E
- F
- G
- H
- I
- J
- K
- L
- M
- N
- O
- P
- Q
- R
- S
- T
- U
- V
- W
- X
- Y
- Z

### A
| Blason                        | Nom de la famille, blasonnement et devise |
| ----------------------------- | --- |
|                               | Famille d'Aché de La Courbe Chevronné d'or et de gueules de six pièces. |
| Blason Acigné                 | Famille d'Acigné de Grand-Bois De Bretagne (d'hermine) à la fasce de gueules chargée de trois fleurs de lys d'or. |
|                               | Famille Acquet de Férolles De sable à trois seaux ou baquets d'or. |
|                               | Famille d'Aligre de La Chesnaie D'azur à cinq burelles d'or surmontées en chef de trois soleils de même. |
|                               | Famille d'Allonville d'Oisonville D'argent à deux fasces de sable. |
| Blason Famille Allory         | Famille Allory Écartelé : aux 1 et 4 d'argent à une fasce de gueules ; aux 2 et 3 de gueules à une barre d'argent. |
|                               | Famille d'Amboise Palé d'or et de gueules de six pièces. |
|                               | Famille Amelot de Beauregard D'azur à trois cœurs d'or accompagnés en chef d'un soleil de même. |
|                               | Famille d'Anast D'or à la croix engrêlée de sable [cantonnée] de quatre étoiles de même. |
|                               | Famille d'Ancenis De gueules à trois quintefeuilles d'hermine. |
|                               | Famille d'Andigné de Vezins D'argent à trois aiglettes de gueules, onglées, becquées et membrées d'azur. |
| Blason Famille Angevin        | Famille Angevin de La Maillardière De sable à une bande d'argent chargée d'un lion de gueules. |
| de gueules à la croix de vair | Famille d'Annebault De gueules à la croix de vair. |
|                               | Famille Arbaleste de Melun D'or au sautoir [engrêlé] de sable, cantonné de quatre arbalètes de gueules. |
| Blason Argentré               | Famille d'Argentré D'argent à la croix pattée d'azur. |
|                               | Famille d'Argouges de Ranes Écartelé d'or et d'azur, à trois quintefeuilles de gueules, ou de pourpre, brochant sur le tout.                                                                                                  |
|                               | Famille d'Aubert de Langron et d'Aulnay De gueules à trois maillets d'or. Alias le champ d'azur. |
|                               | Famille Aubery du Maurier De gueules, à un croissant d'or mis en cœur, accompagné de trois trèfles d'argent. |
|                               | Famille d'Aubigné de Tigné De gueules au lion d'hermine, armé, lampassé et couronné d'or., Alias d'argent à la croix pattée alésée de gueules et de sable.                                                                    |
|                               | Famille Auvé du Genetay D'argent à une croix pleine de gueules, cantonnée de douze merlettes ou colombes de même, trois à chaque canton.                                                                                      |
|                               | Famille Avril et Avril de Louzil D'argent au pin de sinople ; au chef d'azur chargé de trois roses d'or. Alias au chêne arraché de sinople ; au chef d'azur chargé de trois étoiles d'argent. Alias d'or au chêne de sinople. |
|                               | Famille Ayrault de Saint-Hénis D'azur à deux chevrons d'or. |

### B
| Blason                         | Nom de la famille, blasonnement et devise |
| ------------------------------ | --- |
|                                | Famille de Bailleul de Château-Gontier Parti d'hermine et de gueules. |
|                                | Famille de La Barberie de Saint-Contest D'azur à trois têtes d'aigle arrachées d'or. Alias le champ de sinople. |
|                                | Famille Barjot de Cholet D'azur au griffon d'or, à l'étoile de même en chef dextre. Alias le griffon chargé sur l'épaule d'un écu de gueules à la bande d'or chargée de trois croissants d'azur ; l'étoile à six rais. |
|                                | Famille Barrin de La Galissonnière ou Barin D'azur à trois papillons d'or. |
|                                | Famille de Barville D'argent à deux bandes de gueules. - Devise : « Dieu à nous » ou « Soldat et brave » |
|                                | Famille de Bastard de La Pargère D'or à une demi-aigle de gueules ; mi-parti d'azur à une demi-fleur de lys d'or. - Devise : « Sanguis regum et Cæsaris » |
|                                | Famille Le Bault de La Morinière ou Lebault, Le Bauld D'azur au rencontre de cerf d'or. Alias d'argent au cerf rampant de sable. |
| Blason Famille de Beaumanoir   | Famille de Beaumanoir de Lavardin D'azur à onze billettes d'argent posées 4, 3 et 4. Alias d'or à deux fasces de gueules. - Devise : « Bois ton sang Beaumanoir » et « J'aime qui m'aime » |
| Blason Famille de Beaumont     | Famille de Beaumont-le-Vicomte De France ancien, au lion d'or armé et lampassé de gueules. Alias d'azur au lion d'or. Alias d'or à cinq chevrons brisés de gueules. |
|                                | Famille de Beaumont d'Autichamp De gueules à la fasce d'argent, chargée de trois fleurs de lys d'azur. Alias la fasce surmontée d'une couronne royale d'or. |
|                                | Famille de Beauvau du Rivau D'argent à quatre lionceaux cantonnés de gueules, armés, couronnés et lampassés d'or. - Devise : « Sans départir » |
|                                | Famille du Bellay de Langey D'argent à la bande de fusées de gueules, accompagnée de six fleurs de lys d'azur rangées en orle., |
|                                | Famille Bellefond de La Touche D'azur au chevron d'or accompagné de trois losanges d'argent. |
|                                | Famille Bernard de La Frégeolière et d'Étiau D'argent à deux lions léopardés de sable, armés et lampassés de gueules., Alias écartelé, aux 1 et 4 d'argent à un roc de sable, aux 2 et 3 de sable à un roc d'argent, sur le tout de sable à une étoile d'or ou d'azur à une fleur de lys d'or. - Devise : « Honneur et tout pour honneur »                                                                     |
|                                | Famille Bignon et Bignon de Blanzy D'azur à la croix de Calvaire d'argent, posée sur une terrasse de sinople, d'où sort un cep de vigne accolé à la croix ; le tout cantonné de quatre flammes d'argent. Alias à une croix alésée d'argent entourée d'un cep de vigne portant cinq grappes de raisin d'or et sortant à senestre d'une terrasse de même, et accompagnée d'une flamme d'argent en chaque canton. |
|                                | Famille de Birague d'Entrammes D'argent, à trois fasces bretessées et contre-bretessées de gueules de cinq pièces, chacune chargée d'un trèfle d'or. |
|                                | Famille de Bonchamps de La Baronnière De gueules, à deux triangles entrelacés d'or. Autrement : à deux deltas ou triangles d'or entrelacés l'un dans l'autre. |
|                                | Famille Bonfils de Launay De gueules à trois besants d'or. |
|                                | Famille de Bossoreille et Bosoreille de Ribou De gueules au chevron, accompagné en chef de deux croissants et en pointe d'une croisette pattée, le tout d'argent. Alias d'azur au chevron d'or accompagné en chef de deux croissants montants d'argent et en pointe d'une croix pattée de même. |
|                                | Famille Bouchard de La Poterie D'azur à trois léopards d'argent l'un sur l'autre. Alias écartelé, aux 1 et 4 d'azur à trois léopards d'argent posés l'un sur l'autre, aux 2 et 3 de gueules à trois fleurs de lys d'argent. |
|                                | Famille de Bourbon-L'Archambault D'or, au lion de gueules, à l'orle de huit coquilles d'azur. |
|                                | Famille de Boussineau de Chapeau D'azur à trois mondes croisés d'or cerclés de sable. |
|                                | Famille de Brézé de Maulévrier D'azur à l'écusson d'argent, mis en cœur, après lequel suit une bordure ou orle d'or entouré de huit croisettes de même. |
|                                | Famille de Bricqueville de La Luzerne D'or à trois pals de gueules. |
| Blason Famille de Brie-Serrant | Famille de Brie de Serrant D'argent à quatre fasces de sable ; au lion de gueules brochant sur le tout. Alias fascé d'argent et de sable de huit pièces, au lion de gueules brochant sur le tout. |
| Blason Bueil                   | Famille de Bueil de Sancerre D'azur au croissant montant d'argent accompagné de six croix recroisetées au pied fiché d'or, trois en chef et trois en pointe. |

### C
| Blason                     | Nom de la famille, blasonnement et devise |
| -------------------------- | --- |
|                            | Famille de Cahouët D'azur au sautoir dentelé d'or, accompagné de quatre besants du même ; et un chef d'or chargé d'un chevron renversé de gueules. |
|                            | Famille de Cambourg de Genouillé De gueules à trois fasces échiquetées de deux traits d'argent et d'azur, qui est du Cambout de Coislin., |
|                            | Famille Camus de Fontaine D'azur à trois croissants d'argent et à l'étoile d'or posée en abîme. |
|                            | Famille Cantineau de La Châtaigneraye D'argent à trois molettes d'éperon de sable. |
|                            | Famille Cassin de La Loge D'azur à trois bandes d'or. Alias de sinople à l'aigle d'argent accompagnée en chef de deux croissants de même. |
|                            | Famille de Cerisay de Fauquernon ou Cerizay D'azur à trois croissants montants d'or. |
|                            | Famille Cesbron de La Voisinière D'argent à deux loups de gueules passants l'un sur l'autre. Alias d'or, à une croix pattée de sable cantonnée de quatre trèfles de sinople., |
|                            | Famille Chabot de Jarnac D'or à trois chabots de gueules. - Devise : « Concussus surgo » |
|                            | Famille de Chambes de Montsoreau D'azur semé de fleurs de lys d'argent ; au lion du même, armé, lampassé et couronné de gueules, brochant sur le tout. Alias semé de fleurs de lys d'argent, au lion du même couronné d'or brochant sur le tout.                                                                  |
|                            | Famille de Champagné de La Motte-Ferchaut D'hermine à un chef de gueules. |
|                            | Famille de Château-Gontier ou Châteaugontier D'argent à trois chevrons de gueules. Alias à deux bandes de gueules. |
| Blason Famille de Chemillé | Famille de Chemillé ou Chemilly D'or à dix merlettes de gueules, rangées en orle ; au franc-quartier du même, chargé d'une fleur de lys (alias couleuvre) d'or. Alias d'or, papelonné de gueules., Alias semé de chausse-trapes de gueules.,                                                                      |
| Blason Choiseul            | Famille de Choiseul du Plessis-Praslin D'azur à la croix d'or cantonnée de dix-huit billettes de même, cinq en chaque canton du chef, posées en sautoir, et quatre à chaque canton de la pointe. |
|                            | Famille Chouet de Gesvreau De gueules au lion d'argent. |
|                            | Famille de Clairembault du Plessis Burelé d'argent et de sable. |
|                            | Famille Le Clerc de Juigné D'argent à la croix de gueules, bordée-engrêlée de sable et cantonnée de quatre aigles du même, becquées et armées du second. Alias à la croix engrêlée de gueules, cantonnée de quatre aigles de sable becquées et onglées de gueules. - Devise : « Ad alta » et « Altior procellis » |
|                            | Famille de Clisson de Champtoceaux De gueules au lion d'argent, couronné, armé et lampassé d'or. |
|                            | Famille Cohon D'or à deux serpents adossés de sable entrelacés en double sautoir ; au chef de sable chargé d'une étoile [à six rais] d'argent. Alias d'azur à une fasce d'or accompagnée en chef d'un soleil de même et en pointe de trois étoiles d'or rangées en fasce.                                         |
|                            | Famille Colbert de Torcy D'or à une bisse ou serpent d'azur, tortillée et posée en pal. |
|                            | Famille de Coësmes de Lucé D'or au lion d'azur, armé et lampassé de gueules. |
|                            | Famille de Cossé-Brissac De sable à trois fasces d'or, denchées par le bas., - Devise : « Æquabo si faveas », |
|                            | Famille Courtin de Villiers D'azur à trois croissants d'or. |
|                            | Famille de Craon Losangé d'or et de gueules. |
|                            | Famille Cupif de La Robinaye D'azur au chevron d'or, accompagné de trois trèfles de même. |

### D
| Blason | Nom de la famille, blasonnement et devise |
| ------ | --- |
|        | Famille de Daillon de La Charte-Bouchère D'azur à la croix engrêlée d'argent.                                                                                      |
|        | Famille Déan et Déan de Luigné D'argent au lion de pourpre, armé de gueules. Alias au lion de pourpre armé et lampassé de gueules. - Devise : « Vigor in virtute » |
|        | Famille de Dreux de Brézé D'azur au chevron d'or accompagné en chef de deux roses d'argent et en pointe d'un soleil d'or.,                                         |

### E
| Blason | Nom de la famille, blasonnement et devise                                                                            |
| ------ | --- |
|        | Famille L'Enfant de Boismoreau ou Lenfant De gueules à trois fasces d'or. Alias d'or à trois fasces de gueules.,     |
|        | Famille des Escotais de Chantilly ou Escotays D'argent à trois quintefeuilles de gueules.                            |
|        | Famille de L'Esperonnière de La Roche-Bardoul D'hermine fretté de gueules. Alias au chef losangé d'or et de gueules. |

### F
| Blason                                  | Nom de la famille, blasonnement et devise |
| --------------------------------------- | --- |
|                                         | Famille de Farcy de La Carterie D'or fretté d'azur de six pièces ; au chef de gueules. |
|                                         | Famille Ferron de La Ferronnays ou Ferronnaie D'azur à six billettes d'argent posées 3, 2, 1 ; au chef cousu de gueules, chargé de trois annelets d'or. - Devise : « In hoc ferro vinces » |
|                                         | Famille de Feschal de Thuré Vairé d'argent et d'azur, à la croix [étroite] de gueules brochant sur le tout.                                                                                |
|                                         | Famille Fouquet de Belle-Isle D'argent à un écureuil de gueules. Alias à la bordure d'azur semée de fleurs de lys d'or. - Devise : « Quo non ascendam »,                                   |
|                                         | Famille Fouquet de La Varenne De gueules au lévrier d'argent, accolé d'azur semé de fleurs de lys d'or. - Devise : « Fidelitate et diligentia »                                            |
| Blason Famille Frézeau de La Frézelière | Famille Frézeau de La Frézelière Burelé d'argent et de gueules de dix pièces ; à une cotice d'or brochant sur le tout.                                                                     |

### G
| Blason                               | Nom de la famille, blasonnement et devise |
| ------------------------------------ | --- |
|                                      | Famille de Ghaisne de Bourmont ou Ghisne Écartelé : aux 1 et 4 vairé d'or et d'azur qui est de Ghaisne ; aux 2 et 3 fascé de vair et de gueules de six pièces qui est de Courcy ; les 1 et 4 chargés d'un franc-quartier de sable au chef d'argent qui est de Gand. - Devise : « À Ghisne, Gand, Courcy » ou « Charité, valeur, loyauté » |
|                                      | Famille Gibot de La Périnière ou Perinnière D'argent au léopard de sable. Alias de gueules au lion passant d'argent. |
|                                      | Famille Gilart de Larchantel De gueules à deux clefs d'argent en sautoir, les gardes en bas. - Devise : « De Gilart servant » et « Et pour et contre » |
| Blason Famille Girard de Charnacé    | Famille de Girard de Charnacé Écartelé : aux 1 et 4 d'azur à trois chevrons d'or ; aux 2 et 3 d'azur à trois croix pattées d'or. |
|                                      | Famille de Goddes de Varennes D'argent à la fasce de gueules accompagnée en chef de deux étoiles de sable et en pointe d'une hure de sanglier de sable défendue d'argent. |
|                                      | Famille de Goislard de Monsabert D'azur à trois roses d'or. |
| Blason Famille Gouffier              | Famille Gouffier de Maulévrier D'or à trois jumelles de sable posées en fasce, qui est de Boisy. Alias d'or, au chef de gueules. |
|                                      | Famille de Grignon de La Pélissonière De gueules à trois clefs d'or. |
|                                      | Famille de La Guerche de Pouancé De gueules à deux léopards d'or posés l'un sur l'autre. |
|                                      | Famille Guerry de Saint-Aubin ou Guery, de Beauregard D'azur (ou de sable) à deux épées d'argent, garnies d'or, passées en sautoir ; au chef d'argent chargé de trois roses de gueules., Alias d'azur à deux épées d'argent gardées d'or, le chef d'argent.,                                                                              |
| Blason Famille du Guesclin           | Famille du Guesclin de Beaucé D'argent à une aigle à deux têtes de sable, becquée et membrée de gueules. Alias brisé d'un bâton de même brochant sur le tout. |
| d'argent à trois chevrons de gueules | Famille du Guesdon d'Armaillé D'argent à trois chevrons de gueules. |

### H
| Blason                | Nom de la famille, blasonnement et devise                                                                                    |
| --------------------- | --- |
|                       | Famille d'Harcourt de Beuvron De gueules à deux fasces d'or. - Devise : « Pour ma défense » et « Gesta verbis præveniant »   |
|                       | Famille Hector de Tirpoil D'azur à trois tours d'argent. Alias à trois tours d'or.                                           |
|                       | Famille de Hellaud de Vallières De gueules au griffon d'or.                                                                  |
| Blason Les Herbiers   | Famille des Herbiers et Herbiers de La Poupardière De gueules à trois fasces d'or. Alias d'or à trois fasces de gueules.     |
| Blason Famille Hubert | Famille Hubert de Lasse D'azur à l'aigle éployée d'or ; à la fasce de gueules sur le tout chargée de trois roses aussi d'or. |
|                       | Famille Hurault de Vibraye D'or à une croix d'azur cantonnée de quatre [ombres de] soleils de gueules.                       |

### I
| Blason | Nom de la famille, blasonnement et devise                                                                                            |
| ------ | --- |
|        | Famille Irland de Bazoges ou Ireland Fascé de gueules et d'argent de quatre pièces, le chef d'argent chargé de trois étoiles d'azur. |

### J
| Blason                                         | Nom de la famille, blasonnement et devise |
| ---------------------------------------------- | --- |
| Blason Jaille                                  | Famille de La Jaille de Durtal D'or au lion léopardé de gueules et cinq coquilles d'azur en orle. |
| Blason Famille de La Jaille de La Roche-Talbot | Famille de La Jaille de La Roche-Talbot D'or à la bande fuselée de gueules. |
|                                                | Famille Janvier de La Motte D'azur à un vol d'argent. |
|                                                | Famille de La Jumellière de Martigné-Briand ou Jumelière Fascé d'argent et d'azur ; chargé d'une croix ancrée de gueules brochant sur le tout. Alias d'argent à trois fasces d'azur, à la croix ancrée de gueules brochant sur le tout. Alias écartelé de gueules à trois quintefeuilles d'hermine, qui est d'Ancenis. |

### L
| Blason                    | Nom de la famille, blasonnement et devise |
| ------------------------- | --- |
|                           | Famille Lambert De gueules au chevron d'or accompagné de deux croissants d'argent en chef et d'un gland d'or en pointe.                                                                     |
|                           | Famille de Lamoignon de Montreveau Losangé d'argent et de sable ; au franc-quartier d'hermine.                                                                                              |
| Blason Famille de Lantivy | Famille de Lantivy de La Lande-Niafles De gueules à l'épée d'argent en pal, la pointe en bas. - Devise : « Qui désire n'a repos »                                                           |
|                           | Famille de Laval de Lezay D'or à la croix de gueules, qui est de Montmorency ancien, la croix cantonnée de quatre aiglettes d'azur en chaque canton, et chargée de cinq coquilles d'argent. |
| Blason Famille de Loré    | Famille de Loré du Terrier ou Lorré D'hermine à trois quintefeuilles de gueules. |
|                           | Famille de Lorraine de Bonners D'or à la bande de gueules chargée de trois alérions d'argent.                                                                                               |
|                           | Famille Louet de La Souche D'azur à trois coquilles d'or. |
|                           | Famille de Lyrot de La Piltais D'azur à un lion rampant d'argent. |

### M
| Blason                       | Nom de la famille, blasonnement et devise |
| ---------------------------- | --- |
|                              | Famille Macé de Gastines D'argent, au chevron d'azur, accompagné en chef de trois roses du même, et en pointe d'un lion de gueules.                                                                                       |
| Blason Famille de Madaillan  | Famille de Madaillan de Montaterre Écartelé : aux 1 et 4 tranché d'or et de gueules ; aux 2 et 3 d'azur au lion d'or couronné de même, qui est de Lesparre. Alias d'argent, à l'aigle à deux têtes de sable.              |
|                              | Famille de Maillé de La Tour-Landry Fascé, nébulé ou ondé d'or et de gueules. - Devise : « Dextra Domini facit virtutem » ou « Stetit unda fluens »                                                                       |
|                              | Famille de Marbeuf de La Pilletière ou Marbœuf D'azur à deux épées d'argent garnies d'or [passées] en sautoir, la pointe en bas.                                                                                          |
|                              | Famille de Marcé des Louppes D'argent à six quintefeuilles de gueules. - Devise : « Arte et marte » |
|                              | Famille de La Marqueraye de Lepinay De gueules à la fasce d'argent accompagnée en pointe d'un croissant montant de même.                                                                                                  |
|                              | Famille de La Marzelière du Fretay De sable à trois fleurs de lys d'argent. |
| Blason Famille de Mathefelon | Famille de Mathefelon de Durtal De gueules à six écussons d'or. Anciennement trois écussons. |
|                              | Famille de Meaulne et Meaulne de La Fribaudière D'argent à la bande fuselée de gueules, accompagnée de six fleurs de lys de sable en orle. Alias semé de fleurs de lys de sable, à la bande fuselée de gueules brochante. |
|                              | Famille Ménardeau D'azur à trois têtes de licorne d'or. Alias d'argent à trois têtes de licorne d'azur. Alias de gueules à trois têtes de licorne coupées d'argent. - Devise : « Telis opponit acumen »                   |
|                              | Famille Milon de Mesme De gueules à la fasce d'or, chargée d'une merlette de sable, et accompagnée de trois croissants d'or, deux en chef et un en pointe. - Devise : « Non est quod noceat »                             |
|                              | Famille de Montecler de Courcelles ou Montéclerc, Monteclair De gueules au lion couronné d'or. Alias de gueules au lion d'or. Alias d'azur au lion d'or armé et lampassé de gueules. - Devise : « Magnus inter pares »    |
|                              | Famille de Montesson des Arcis D'argent à trois quintefeuilles d'azur. - Devise : « Rallié au roi » |
|                              | Famille de Montjean de Sillé D'or fretté de gueules (de huit pièces). Alias de gueules fretté d'or. |
|                              | Famille de Montmorency de Candé D'or à la croix de gueules cantonnée de seize alérions d'azur. - Devise : « Dieu aide au premier baron chrétien » et « Απλανοσ »                                                          |
|                              | Famille de La Motte-Baracé dit Marquis D'argent au lion de sable cantonné de quatre merlettes de même ; au cœur du lion un écusson d'argent à la fasce fleurdelisée de gueules., - Devise : « Lenitati fortitudo comes »  |

### N
| Blason | Nom de la famille, blasonnement et devise                                                                      |
| ------ | --- |
|        | Famille de Neufville de Villeroy ou Villeroi D'azur au chevron d'or accompagné de trois croix ancrées de même. |

### O
| Blason | Nom de la famille, blasonnement et devise |
| ------ | --- |
|        | Famille Ogeron de La Bouëre D'argent à une aigle éployée de gueules membrée d'or et une fasce du même chargée de trois merlettes de sable brochant sur le tout., |

### P
| Blason | Nom de la famille, blasonnement et devise |
| ------ | --- |
|        | Famille Pabot D'azur à six besants d'or, 3, 2, 1., |
|        | Famille de Pannard du Port-d'Arouesse ou Pennard D'argent à deux bandes de gueules.                                                                                              |
|        | Famille de Parthenay de Mathefelon Fascé d'argent et d'azur de dix pièces ; à la bande de gueules brochant sur le tout.                                                          |
|        | Famille Petit de Chemellier De sable au cœur d'or accompagné de trois croisettes pattées de même.                                                                                |
|        | Famille de Pierres du Plessis-Baudoin D'or à la croix pattée et alésée de gueules. - Devise : « Pour soutenir loyauté »                                                          |
|        | Famille Pillot de La Gimmonière ou Pillotte D'argent à trois coquilles de sable.                                                                                                 |
|        | Famille de La Planche de Ruillé De sable à cinq fasces ondées d'argent. Alias d'azur à cinq fasces ondées d'argent.                                                              |
|        | Famille du Plantis de Landreau D'or fretté de sable. |
|        | Famille du Plessis de Richelieu D'argent à trois chevrons de gueules. |
|        | Famille de La Poëze de La Collessière D'argent à trois bandes de sable. - Devise : « Auxilium ad alta »                                                                          |
|        | Famille du Pont d'Aubevoye de Lauberdière D'argent à deux chevrons de gueules. - Devise : « Virtute et labore »                                                                  |
|        | Famille Le Poulchre de La Motte-Messemé D'argent à la fasce d'azur, accompagnée de trois roses de gueules. Alias à la fasce de gueules et trois tourteaux d'azur.                |
|        | Famille de Préaulx de Charnières ou Préaux De gueules au lion d'argent armé, lampassé et couronné d'or ; au chef dentelé d'argent, chargé d'un filet vivré d'azur (ou de sable). |
|        | Famille du Puy-du-Fou de Champagné De gueules, à trois macles d'argent. - Devise : « C'est à jamais »                                                                            |

### Q
| Blason | Nom de la famille, blasonnement et devise |
| ------ | --- |
|        | Famille de Quatrebarbes de La Rongère De sable à une bande d'argent accompagnée de deux cotices du même. Alias accompagnée de deux cotices d'or. Alias d'argent à la bande de sable accompagnée de deux cotices de même. - Devise : « In altis non deficio » |

### R
| Blason                   | Nom de la famille, blasonnement et devise |
| ------------------------ | --- |
|                          | Famille de Rasilly ou Razilly, Razillé De gueules à trois fleurs de lys d'argent.,                                                           |
|                          | Famille du Réau de La Gaignonnière D'argent à la barre de gueules frangée de sable. Alias à la barre de gueules bordée et dentelée de sable. |
| Blason Famille Rochereau | Famille Rochereau de La Motte D'azur à la herse sarrasine (alias rateau) d'or.                                                               |
|                          | Famille de Rohan de Mortiercrolles De gueules à neuf macles d'or posées 3, 3, 3.                                                             |
|                          | Famille de Ronsard de La Poissonnière ou Ronsart D'azur ou de gueules à trois poissons d'argent posés en fasce l'un sur l'autre.             |
|                          | Famille de La Rouaudière de Tesnières De gueules à un lion léopardé d'or.                                                                    |
|                          | Famille de Rougé du Plessis-Bellière De gueules à la croix pattée d'argent.                                                                  |
|                          | Famille Le Roux de La Roche-des-Aubiers Gironné d'argent et de sable.                                                                        |

### S
| Blason                       | Nom de la famille, blasonnement et devise |
| ---------------------------- | --- |
|                              | Famille de Sablé de Briolay D'or à l'aigle d'azur. |
|                              | Famille de Saint-Amadour de La Selle-Craonnaise De gueules à trois têtes de loup arrachées et lampassées d'argent. |
|                              | Famille de Saint-Germain-d'Arcé du Plessis De gueules à trois fleurs de lys d'or. |
| Blason Saint-Rémy-la-Varenne | Famille de Saint-Rémy de Chantenay De sable au chevron d'argent accompagné de trois fleurs de lys d'or. |
|                              | Famille de Salles de L'Escourbière D'hermine ; au chef d'or, chargé de cinq losanges de gueules. Alias d'argent à trois annelets de sable, à la bordure de gueules.,                                                             |
|                              | Famille de Sapinaud de Boishuguet D'argent à trois merlettes de sable. - Devise : « Ne varietur » |
|                              | Famille de Savonnières de La Troche De gueules à la croix pattée et alésée d'or. |
|                              | Famille de Scépeaux du Houssais Vairé et contre-vairé d'argent et de gueules de six ou huit pièces. - Devise : « Spem in contra spem »                                                                                           |
|                              | Famille de La Selle d'Échuilly De sable au croissant montant accompagné de trois quintefeuilles, le tout d'or. Alias d'or à un arbre de … soutenu par un croissant montant, au chef de gueules. - Devise : « Recte et fortiter » |
|                              | Famille de Soussay de La Guichardière De gueules à trois coquilles d'or. |
| Blason Le Pallet             | Famille Souvaing de Daon ou Sauvaing D'hermine à la croix pattée de gueules. |
| Blason Surgeres              | Famille de Surgères Maingot de Surgères De gueules fretté de vair., |

### T
| Blason                     | Nom de la famille, blasonnement et devise |
| -------------------------- | --- |
| Blason Famille de Thévalle | Famille de Thevale d'Aviré D'or à trois annelets de sable. Alias d'azur à trois annelets d'argent. |
|                            | Famille de La Touche de La Limouzinière ou Limousinière De gueules à trois besants d'or. |
|                            | Famille de La Tour-Landry de La Galonnière ou La Tourlandry D'or à la fasce crénelée de gueules, maçonnée de sable. Alias à une fasce de gueules bretessée de trois pièces et demie, maçonnée de sable. |
|                            | Famille de La Trémoille de Craon ou La Trémouille D'or à un chevron de gueules accompagné de trois alérions d'azur becqués et membrés de gueules. - Devise : « Sans sortir de l'ornière »               |
|                            | Famille Trochon de Beaumont D'argent à trois merlettes de sable. |
|                            | Famille Turpin de Crissé Losangé d'or et de gueules. Alias losangé d'argent et de gueules. - Devise : « Vici, victurus, vivo »                                                                          |

### V
| Blason            | Nom de la famille, blasonnement et devise |
| ----------------- | --- |
|                   | Famille de Vahaye de La Rondelière D'azur au soleil d'or. |
|                   | Famille de Valleaux de Cheripeau D'or à trois bandes de gueules.                                                                                                   |
|                   | Famille de Vanssay de La Barre ou Vansay D'azur à trois besants d'argent chargés chacun d'une moucheture d'hermine. - Devise : « La vertu en nous à l'âge avancé » |
|                   | Famille des Vaux de Combrée Coupé de sable et d'argent, au lion de l'un en l'autre.                                                                                |
|                   | Famille de Villeblanche de La Porte Saint-Georges De gueules à la fasce d'argent accompagnée de trois hures de saumon de même en fasce.                            |
| Blason Villequier | Famille de Villequier de Cholet De gueules à la croix fleuronnée d'or accompagnée de douze billettes de même.                                                      |

### W
| Blason | Nom de la famille, blasonnement et devise                                                                                                   |
| ------ | --- |
|        | Famille Walsh de Serrant D'argent à un chevron de gueules, accompagné de trois [phéons] de sable. - Devise : « Transfixus sed non mortuus » |

- Haut – A
- B
- C
- D
- E
- F
- G
- H
- I
- J
- K
- L
- M
- N
- O
- P
- Q
- R
- S
- T
- U
- V
- W
- X
- Y
- Z